# Karl Chotek von Chotkow
Il conte Karl Chotek von Chotkow e Wognin, (in ceco: Karel hrabě Chotek z Chotkova a Vojnína, in tedesco: Karl Graf Chotek von Chotkow und Wognin) (Vienna, 23 luglio 1783 – Vienna, 18 dicembre 1868), è stato un nobile e politico boemo.

## Biografia
Era il sesto figlio e quinto figlio maschio del conte Johann Rudolf Chotek von Chotkow, e di sua moglie, la principessa Maria Sidonia von Clary und Aldringen, figlia del principe Franz Wenzel von Clary und Aldringen e della contessa Maria Giuseppina di Hohenzollern-Hechingen. Studiò legge a Vienna e a Praga. Nel 1803 si arruolò nel servizio civile.

## Carriera
Dal 1809 ricoprì alti incarichi amministrativi in Moravia e riorganizzò con successo l'ufficio distrettuale di Trieste.
Insieme al sindaco della città di Innsbruck, Felix Adam di Riccabona, nel 1822 avviò la fondazione della "Sparkasse Innsbruck" (oggi Tiroler Sparkasse) come seconda banca in Austria (dopo la Cassa di Risparmio Austriaca).
Come governatore del Tirolo, fondò a Innsbruck un comitato per l'istituzione di un "Museo patriottico per il Tirolo", che in seguito divenne il Museo di Stato tirolese noto anche come Ferdinandeum. Già nel 1800, l'arciduca Giovanni aveva avuto l'idea di questo progetto epocale. A seguito delle guerre napoleoniche, nel 1823 venne inaugurato l'Universalmuseum Joanneum in Stiria.
La politica sociale fu significativa con l'introduzione dell'assicurazione contro gli incendi. Per questo è stato nominato primo cittadino onorario di Innsbruck nel 1825.

### Governatore della Boemia
I suoi successi nella politica culturale lo portarono a essere chiamato a Vienna nel 1825 come cancelliere e presidente dell'organo collegiale per gli affari accademici. Nell'ottobre 1826 ricoprì la carica di Governatore della Boemia a Praga, carica che ricoprì fino al 1843 e ottenne riconoscimenti per la promozione dell'istruzione, la costruzione di strade e la creazione di istituzioni per l'assistenza e la cura dei poveri.
A Praga, Karl imparò la storia, la lingua e la politica da František Palacký, con il quale ebbe una stretta amicizia fino alla sua morte. Durante il suo incarico lavorò al miglioramento delle infrastrutture, in particolare nella costruzione di buone strade e ponti. Si impegnò per l'espansione del sistema fognario di Praga e l'illuminazione stradale. Ha sostenuto lo sviluppo dell'industria, dell'istruzione e delle arti. Nel 1827 scrisse un importante decreto in cui si affermava che l'esportazione di oggetti d'arte di valore storico necessitava dell'approvazione dell'amministrazione provinciale.
Nel 1842 fu nominato cittadino onorario per i suoi servizi. A causa dei suoi progetti costosi e complotti alle sue spalle, fu costretto a dimettersi nel 1843.

## Matrimonio
Sposò, il 9 giugno 1817 a Vienna, la contessa Marie Berchtold von Ungarschitz (1794–1878), figlia maggiore del conte Anton Berchtold von Ungarschitz. Ebbero sei figli ma solo due raggiunsero l'età adulta:
- Anton Chotek di Chotkow e Wognin (27 marzo 1822–1 giugno 1883), sposò Olga von Moltke, ebbero tre figli;
- Bohuslav, conte Chotek di Chotkow e Wognin (3 luglio 1829–11 ottobre 1896), sposò la contessa Wilhelmine Kinsky di Wchinitz e Tettau, ebbero otto figli.

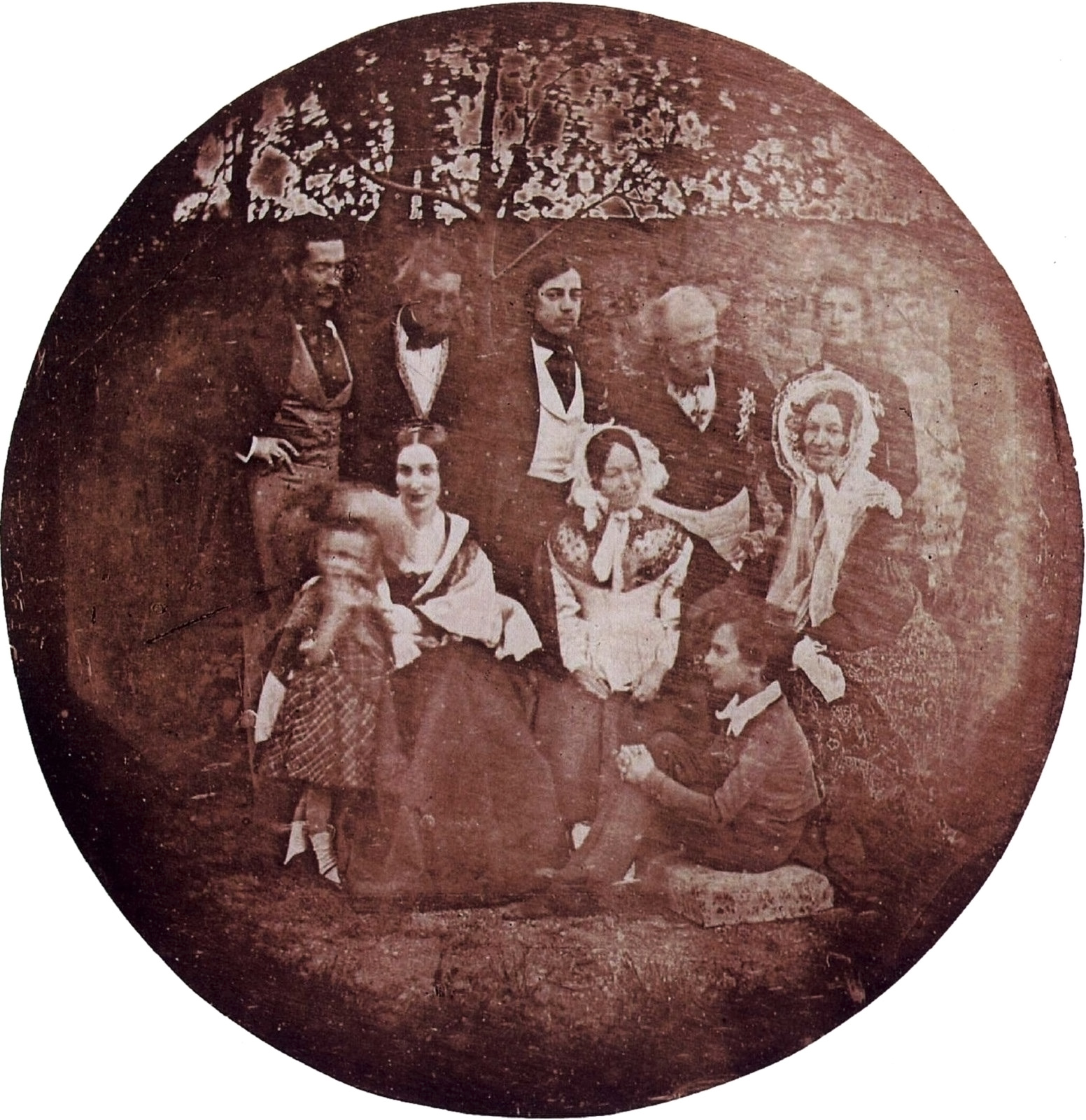
La famiglia del conte Chotek, 1839

## Morte
Nel 1841 acquistò il castello di Velké Březno e dal 1842 al 1845 lo fece ristrutturare secondo i piani del costruttore viennese Heinrich von Ferstel per vivere lì il resto della sua vita.
Morì a Vienna il 18 dicembre 1868. Fu sepolto nella tomba di famiglia nel villaggio di Valtířov, vicino al castello di Velká Březno.
Le più antiche foto conservate sul territorio ceco sono della famiglie del conte scattate a Monaco di Baviera durante il suo viaggio per l'Europa, intrapreso tra la fine di ottobre e l'inizio di novembre del 1839. Può essere anche uno dei ritratti fotografici più antichi del mondo, poiché i dettagli del dagherrotipo furono pubblicati solo nell'agosto dello stesso anno.